# ستانلي باتل
ستانلي باتل (بالإنجليزية: Stanley F. Battle)‏ هو أكاديمي أمريكي، ولد في 12 يونيو 1951.